# Sabinis
I Sabinis sono stati una gang di origine italo-inglese, comandata da Charles Sabini. La banda ha dominato la malavita londinese e gli ippodromi in tutto il sud dell'Inghilterra per gran parte del XX secolo. I loro nemici principali erano i Peaky Blinders e i Birmingham Boys.

## Storia
Il boss dei Sabinis, era conosciuto come il "re delle bande ippiche". Sebbene questa organizzazione italiana con sede a Clerkenwell ricevesse la maggior parte delle entrate dal racket di protezione dell'ippodromo, in contrasto con gli allibratori (o bookmakers), è stata anche coinvolta in attività criminali come estorsione, furto e gestione di diversi locali notturni. Facevano parte della gang circa cento membri e si dice che tra questi vi fossero siciliani immigrati e armati; la gang era nota per gli attacchi con il rasoio. Al suo apice Sabini aveva ampi importanti legami per i suoi affari, con politici, polizia e anche giudici.
Senza concorrenza nella regione del sud dell'Inghilterra, Sabini assunse facilmente il racket di protezione che portò la Bookmakers and Backers Racecourse Protection Association a rinunciare ai suoi servizi. Nonostante questo, diventò il miglior gangster dell'Inghilterra meridionale. Gli uomini di Sabini fornivano una serie di "servizi" agli allibratori, di cui in realtà non avevano bisogno poiché già in loro possesso, come il gesso e "punti e linee". 
Darby Sabini controllava cinque o sei di quelli che erano considerati i migliori "tiri" (un posto dove gli allibratori lavoravano) ad ogni evento e aveva i suoi uomini a guardia dei suoi allibratori che lavoravano su una base di dieci scellini ogni libbra prodotta. I racket di protezione si rivelarono estremamente redditizi e attirarono l'attenzione di altre gang come i Birmingham Boys di Billy Kimber. Sabini riuscì a sconfiggere Kimber e un altro boss della banda, Edward Emmanuel, costringendoli a desistere con i loro racket di protezione agli ippodromi. Nel 1929, il Jockey Club e la Bookmakers Protection Association adottarono misure per impedire a Sabini di controllare i campi migliori e gli altri suoi affari sugli ippodromi furono attaccati dalla polizia.
Quando gli affari iniziarono ad andare male, Sabini spostò la sua attività verso il racket di protezione sulle piste di levrieri e nei club di bevute e gioco d'azzardo situati nel West End di Londra. Sabini riuscì a respingere le sfide di bande rivali come i fratelli Cortesi di Saffron Hill e la mafia di Hoxton. Il potere di Sabini poggiava su un'alleanza di italiani e bookmakers ebrei e con l'ascesa del fascismo in Italia, l'antisemitismo divenne più comune nella comunità italiana di Londra.
Dopo lo scoppio della seconda guerra mondiale, Sabini fu arrestato all'Hove Greyhound Stadium nell'aprile 1940 e internato come straniero nemico, nonostante i suoi genitori misti e la sua incapacità di parlare l'italiano. Il suo internamento sull'Isola di Man gli fece perdere la sua posizione di spicco nell'industria del racket, sia a Londra che nel sud dell'Inghilterra. Fu rilasciato nel 1941, ma nel 1943 fu riconosciuto colpevole di aver ricevuto merce rubata e fu condannato a tre anni di carcere. Nel frattempo, il suo unico figlio era stato ucciso durante il servizio attivo nella Royal Air Force in Egitto. Dopo la guerra, il suo impero fu rilevato dalla famiglia White guidata da Alf White e successivamente dalle organizzazioni di Jack Spot e Billy Hill. Sabini si stabilì a Hove, nel Sussex, e divenne un allibratore.
Nella serie televisiva della BBC Peaky Blinders, Sabini è interpretato dall'attore australiano Noah Taylor.